# Шамаев, Павел Степанович
Павел Степанович Шамаев (16 июня 1918, Петровск, Саратовская губерния — 10 марта 1983, Петровск, Саратовская область) — помощник командира взвода стрелкового полка, участник Великой Отечественной войны, Герой Советского Союза.

## Биография
Родился 16 июня 1918 года в городе Петровске Саратовской губернии.
В 1938 году был призван в Красную Армию. Участник советско-японской войны. Принимал участие в боях на реке Халхин-Гол. Участник советско-финской войны 1939—1940 годов.
Участник Великой Отечественной войны на Брянском, Центральном и Белорусских фронтах.
В январе 1945 года советские войска дошли до Балтийского моря. Немецкое командование попыталось организовать контратаку в районе города Мюльхаузена. 5 февраля 1945 года взвод Шамаева попал в окружение, командир был убит, и командование группой взял на себя Павел Степанович. После удара вражеской артиллерии выжило всего три человека. Шамаев и два солдата продолжили отбиваться. Несколько атак противника были отбиты. Погибли оба бойца. Шамаев продержался до подхода советских танков. На месте боя насчитали более восьмидесяти убитых врагов.
Звание Героя Советского Союза с вручением ордена Ленина и медали «Золотая Звезда» присвоено 19 апреля 1945 года «за отвагу и мужество, проявленные при бое в окружении в районе города Мюльхаузена, и уничтожение 84 солдат и офицеров противника».
Жил в Петровске. Умер 10 марта 1983 года.

## Награды
- Медаль «Золотая Звезда» (19.04.1945)[1][2];
- орден Ленина (19.04.1945);
- орден Отечественной войны 1-й степени;
- орден Отечественной войны 2-й степени;
- орден Красной Звезды;
- медаль «За отвагу» (1944);
- медаль «За взятие Кёнигсберга».